# Palácio Oxenstierna

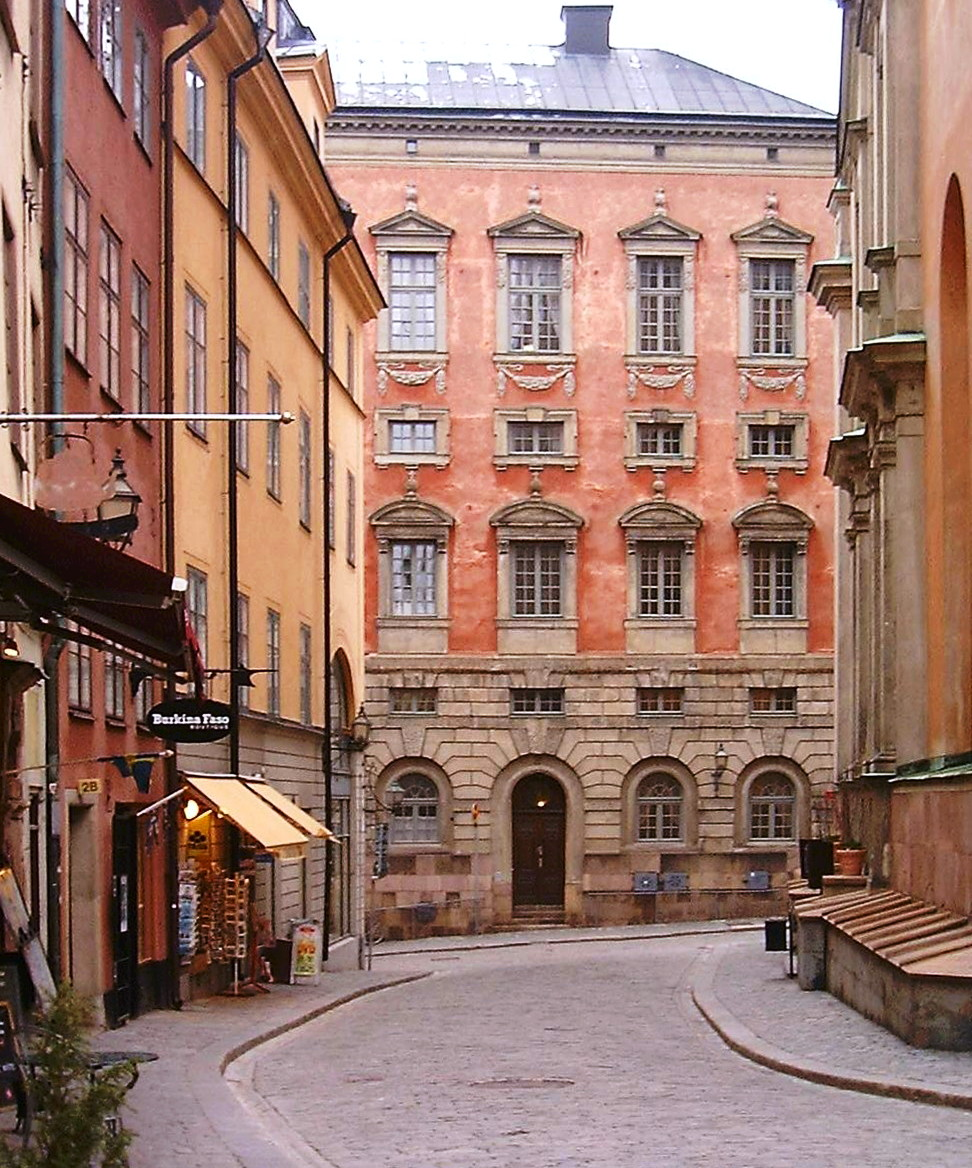
Palácio Oxenstierna

O Palácio Oxenstierna (Oxenstierna palatset em sueco) é um palácio maneirista situado na zona de Gamla stan, a cidade velha de Estocolmo, Suécia.